# باریک‌آسیاب
باریک‌آسیاب (نام علمی: Stenomylus) نام یک سرده از تیره شتران است.
باریک‌آسیاب شتری بی‌کوهان بود که بین الیگوسن پسین و میوسن دیرین در آمریکای شمالی می‌زیست. باریک‌آسیاب را بیشتر از نمونه‌های سنگواره‌ای فراوانی که در غرب نبراسکای آمریکا یافته‌اند می‌شناسیم. این شترهای بی‌کوهان ظاهراً در گله‌هایی بزرگ زندگی می‌کردند. گرچه باریک‌آسیاب شتری واقعی بود، اندامی کوچک داشت و قدش تا شانه فقط به ۱/۵ متر می‌رسید. پاها و تنه‌اش مثل پاها و تنه‌ی آهوهای امروزی ظریف و نحیف بودند.
جالب‌ترین ویژگی این جانور دندان‌های آسیای بزرگ کشیده و تاج‌بلندش بودند که ریشه‌های عمیقشان تا انتهای آرواره و بالای جمجمه می‌رسیدند. این دندان‌ها احتمالاً برای خوردن گیاهانی بسیار زبر به‌کار می‌رفتند، چون روی آن‌ها نشانه‌هایی از ساییدگی در طول عمر جانور می‌بینیم.